# Diego Giacometti
Diego Giacometti (Borgonovo, Stampa, 15 de novembre de 1902 - París, 15 de juliol de 1985) va ser un escultor i dissenyador suís, i germà petit del també escultor Alberto Giacometti.

## Biografia
Diego Giacometti va néixer a Borgonovo, un poble suís prop de la frontera italiana. Fill d'Annetta Stampa i del pintor Giovanni Giacometti, va créixer en un ambient familiar càlid i alegre enmig dels animals de la seva granja. El 1904, la família es va instal·lar a Stampa, al cantó dels Grisons.
Després de fer estudis de comerç a Basilea i Sankt Gallen, als 25 anys va seguir els consells de la seva mare i va marxar a París per tobar-se amb el seu germà Alberto, aleshores alumne de l'escultor Antoine Bourdelle a l'Académie de la Grande Chaumière. Els tres germans Giacometti es van dedicar a les arts visuals: Alberto i Diego a la pintura i l'escultura, i Bruno a l'arquitectura.
La relació professional de Diego i Alberto va ser tan estreta que de vegades és difícil distingir l'obra d'un i de l'altre. Van compartir el mateix estudi d'escultura al 46 de la rue Hippolyte-Maindron de París fins al final de les seves vides i van executar junts els encàrrecs dels seus clients com les famílies Maeght i Noailles.
Durant la Segona Guerra Mundial Diego Giacometti va fer les seves primeres escultures d'animals. Els animals adornaven habitualment les seves obres, com la Table arbre à la souris que pertanyia a la col·lecció de Jean-Paul Binet, eminent cirurgià que va ser amic íntim i mecenes de Diego Giacometti. La seva fascinació pel regne animal estava lligada al món mitològic i oníric de la seva infantesa.

## Obra
Les seves escultures són de vegades divertides o pintoresques. Per exemple, L'Autruche deu la seva existència al fet que el seu amic el doctor Binet, sense saber què fer amb un ou d'estruç, el va regalar a Diego que va integrar-lo dins un estruç que va somiar i esculpir. L'art animal de Diego Giacometti era ric, juntament amb els animals coneguts, li agradava de tenir animals que simbolitzaven la força, el poder i la bellesa com els caps de lleons, llops i cavalls. Va utilitzar el bronze, un material que li va permetre esculpir amb gran detall, gràcia i elasticitat. Els animals de Giacometti van requerir tècniques especials, sovint costoses, com el mètode de la cera perduda.
Després de la mort d'Alberto el 1966, Diego va redoblar els seus esforços, realitzant obres d'importància per a interioristes com Georges Geffroy i Henri Samuel, o conjunts per a obres públiques com la Fundació Maeght de Sant Pau, el Museu Marc Chagall de Niça i el Museu Picasso de París. Només després de la mort d'Alberto, Diego va ser àmpliament reconegut com un artista important.
Una selecció important de més de 500 peces de va ser lliurada el 1986 al Museu de les Arts Decoratives de París, després d'una exposició celebrada pocs mesos després de la seva mort.